# Forgive and Regret
«Forgive and Regret» (укр. «Пробач і пожалкуй») — вісімнадцята серія двадцять дев'ятого сезону мультсеріалу «Сімпсони», прем'єра якої відбулась 29 квітня 2018 року у США на телеканалі «Fox». З виходом цієї серії мультсеріал перевершив рекорд серіалу «Димок зі ствола» за кількістю епізодів як найдовший серіал, що виходить у прайм-тайм.

## Сюжет
Намагаючись залишити таверну Мо, Гомер випадково перекинув вуличний ліхтар. З'являється чоловік, що просить Гомера продати його машину за 500 доларів, щоб виправити ушкодження «улюбленого ліхтаря мера». Гомер погоджується, проте його машина тепер буде використовуватися в руйнівних перегонах.
Перебуваючи на дербі, у діда Сімпсона стався серцевий напад. Гомер зіткнувся з вибором: або спостерігати за перегонами і побачити, як його машина виграє, або відвести батька в лікарню. Гомер погоджується допомогти йому. На смертному одрі Ейб робить зізнання Гомеру, яке його вражає і яке він прощає.
Однак, дідусь врешті решт виживає, і Гомеру стає незручно через зізнання батька, що ще більше погіршує їх відносини. Сім'я, здивована «безмовним зверненням» Гомера, вирішує знову зв'язати їх, що лише приводить до сварки між ними в таверні Мо і до невдалого сеансу в розважальному центрі. Зрештою, Ейб розповідає, що він сказав Гомеру.
У дитинстві Гомера він і його мати Мона були пов'язані під час випічки пирогів. Після того, як вона пішла з дому, Ейб, намагаючись забути про Мону, скинув з обриву ящик з її рецептами. Сім'я налаштовується проти дідуся Сімпсона і вирішує засудити його за дії в будинку для літніх. Однак, Ейб, який тепер відчуває себе винуватим за те, що він зробив багато років тому, йде до обриву, щоб знайти коробку. Гомер планує зупинити його.
Коробка з рецептами все ще лежить на скелі, і Ейб може ризикує життям, дістаючи її. Гомер допомагає йому врятуватися і дістати коробку з рецептами. Раптом дідусь вирішує пожертвувати собою, щоб Гомер не міг дістатися до нього, але, коли Гомер добирається до нього, обидва приземляються на ліжко, від якої Ейб позбувся багато років тому. Однак коробка порожня…
Зупинившись в кафе неподалік, Гомер впізнає смак пирога, який він їсть, — той самий, який він і його мати разом пекли. Офіціантка каже йому, що колись вона знайшла рецепти, які впали з обриву, коли Ейб їх викинув. Вона віддає їх Гомеру, після чого він знову мириться з батьком.
У фінальній Гомер знову купує свою стару машину і виявляє, що Сніжок V був там весь час.

## Виробництво
Спочатку серія повинна була вийти 8 квітня як 16 серія сезону, однак «No Good Read Goes Unpunished» вийшла того дня як 15 серія, а «Forgive and Regret» було посунуто на три тижні.
Довший варіант вступної заставки був вирізаний, залишивши тільки частини до назви серіалу

## Цікаві факти і культурні відсилання
- Вступна заставка — відсилання до серіалу «Димок зі ствола», рекорд якого був побитий «Сімпсонами» в цій серії[1].
- Рекордний номер серії 636 був старим телефонних кодом Спрінґфілда в серії «A Tale of Two Springfields»[4].

## Ставлення критиків і глядачів
Під час прем'єри серію переглянули 2,47 млн осіб з рейтингом 1.0, що зробило її найпопулярнішим шоу на каналі «Fox» тієї ночі.
Денніс Перкінс з «The A.V. Club» дав серії оцінку B-, сказавши, що серія «присвячує себе розповіді однієї історії, знову повертаючись до виправдано небезпечних (з обох сторін) відносин батька і сина, між Ейбом і Гомером Сімпсонами».
Тоні Сокол з «Den of Geek» дав серії три з половиною з п'яти зірок, сказавши, що «серію кладуть у піч, обіцяючи гігантське „пішов ти“ [на адресу Ейба], але врешті решт все зв'язано. Це близьке до мстивого ревізіонізму, але завершується об'єднанням сім'ї спільною справою».
Згідно з голосуванням на сайті The NoHomers Club більшість фанатів оцінили серію на 4/5 з такою самою середньою оцінкою.